# Trofeo Pichichi
Trofeo Pichichi – nagroda indywidualna, której nazwa pochodzi od pseudonimu hiszpańskiego piłkarza „Pichichiego”, przyznawana corocznie królowi strzelców Primera División oraz królowej strzelczyń żeńskiej Primera División, ustanowiona w 1953 r. z inicjatywy dziennikarzy dwóch madryckich gazet Marki i Arriby. Obejmuje wszystkich najlepszych strzelców każdego sezonu Primera División od jej inauguracyjnej edycji w 1929 r., jednak tytuły z lat 1929–1952 przyznano symbolicznie post factum, bowiem oficjalnie pierwszy raz statuetkę wręczono po zakończeniu sezonu 1952/53 najlepszemu wówczas strzelcowi – Telmo Zarze z Athletiku Bilbao, zdobywcy 24 goli. W przypadku kobiecej Primera División nagroda jest przyznawana począwszy od sezonu 2016/17, a pierwszą uhonorowaną została Jennifer Hermoso z FC Barcelony Femení (35 bramek). Rekord 50 zdobytych goli ustanowił Lionel Messi z FC Barcelony w sezonie 2011/12, który jest również rekordzistą pod względem liczby zdobytych Trofeo Pichichi – 8.

## Laureaci[1]
| Sezon     | Zawodnik            | Klub                | Gole |
| --------- | ------------------- | ------------------- | ---- |
| 1929      | Paco Bienzobas      | Real Sociedad       | 14   |
| 1929/1930 | Guillermo Gorostiza | Athletic Bilbao     | 19   |
| 1930/1931 | Bata                | Athletic Bilbao     | 27   |
| 1931/1932 | Guillermo Gorostiza | Athletic Bilbao     | 12   |
| 1932/1933 | Manuel Olivares     | Real Madryt         | 16   |
| 1933/1934 | Isidro Lángara      | Real Oviedo         | 27   |
| 1934/1935 | Isidro Lángara      | Real Oviedo         | 26   |
| 1935/1936 | Isidro Lángara      | Real Oviedo         | 27   |
| 1939/1940 | Víctor Unamuno      | Athletic Bilbao     | 20   |
| 1940/1941 | Pruden              | Atlético Madryt     | 30   |
| 1941/1942 | Edmundo Suárez      | Valencia CF         | 27   |
| 1942/1943 | Mariano Martín      | FC Barcelona        | 32   |
| 1943/1944 | Edmundo Suárez      | Valencia CF         | 27   |
| 1944/1945 | Telmo Zarra         | Athletic Bilbao     | 19   |
| 1945/1946 | Telmo Zarra         | Athletic Bilbao     | 24   |
| 1946/1947 | Telmo Zarra         | Athletic Bilbao     | 34   |
| 1947/1948 | Pahiño              | Celta Vigo          | 23   |
| 1948/1949 | César Rodríguez     | FC Barcelona        | 28   |
| 1949/1950 | Telmo Zarra         | Athletic Bilbao     | 25   |
| 1950/1951 | Telmo Zarra         | Athletic Bilbao     | 38   |
| 1951/1952 | Pahiño              | Real Madryt         | 28   |
| 1952/1953 | Telmo Zarra         | Athletic Bilbao     | 24   |
| 1953/1954 | Alfredo Di Stéfano  | Real Madryt         | 27   |
| 1954/1955 | Juan Arza           | Sevilla FC          | 24   |
| 1955/1956 | Alfredo Di Stéfano  | Real Madryt         | 24   |
| 1956/1957 | Alfredo Di Stéfano  | Real Madryt         | 31   |
| 1957/1958 | Manuel Badenes      | Real Valladolid     | 19   |
| 1957/1958 | Ricardo Alós        | Valencia CF         | 19   |
| 1957/1958 | Alfredo Di Stéfano  | Real Madryt         | 19   |
| 1958/1959 | Alfredo Di Stéfano  | Real Madryt         | 23   |
| 1959/1960 | Ferenc Puskás       | Real Madryt         | 26   |
| 1960/1961 | Ferenc Puskás       | Real Madryt         | 27   |
| 1961/1962 | Juan Seminario      | Real Zaragoza       | 25   |
| 1962/1963 | Ferenc Puskás       | Real Madryt         | 26   |
| 1963/1964 | Ferenc Puskás       | Real Madryt         | 20   |
| 1964/1965 | Cayetano Ré         | FC Barcelona        | 25   |
| 1965/1966 | Vavá II             | Elche CF            | 18   |
| 1966/1967 | Waldo               | Valencia CF         | 25   |
| 1967/1968 | Fidel Uriarte       | Athletic Bilbao     | 22   |
| 1968/1969 | Amancio Amaro       | Real Madryt         | 14   |
| 1968/1969 | José Eulogio Gárate | Atlético Madryt     | 14   |
| 1969/1970 | Amancio Amaro       | Real Madryt         | 16   |
| 1969/1970 | Luis Aragonés       | Atlético Madryt     | 16   |
| 1969/1970 | José Eulogio Gárate | Atlético Madryt     | 16   |
| 1970/1971 | José Eulogio Gárate | Atlético Madryt     | 17   |
| 1970/1971 | Carles Rexach       | FC Barcelona        | 17   |
| 1971/1972 | Enrique Porta       | Granada CF          | 20   |
| 1972/1973 | Marianín            | Real Oviedo         | 19   |
| 1973/1974 | Quini               | Sporting Gijón      | 20   |
| 1974/1975 | Carlos Ruiz Herrero | Athletic Bilbao     | 19   |
| 1975/1976 | Quini               | Sporting Gijón      | 18   |
| 1976/1977 | Mario Kempes        | Valencia CF         | 24   |
| 1977/1978 | Mario Kempes        | Valencia CF         | 28   |
| 1978/1979 | Hans Krankl         | FC Barcelona        | 29   |
| 1979/1980 | Quini               | Sporting Gijón      | 24   |
| 1980/1981 | Quini               | FC Barcelona        | 20   |
| 1981/1982 | Quini               | FC Barcelona        | 26   |
| 1982/1983 | Hipólito Rincón     | Real Betis          | 20   |
| 1983/1984 | Jorge da Silva      | Real Valladolid     | 17   |
| 1983/1984 | Juan Gómez González | Real Madryt         | 17   |
| 1984/1985 | Hugo Sánchez        | Atlético Madryt     | 19   |
| 1985/1986 | Hugo Sánchez        | Real Madryt         | 22   |
| 1986/1987 | Hugo Sánchez        | Real Madryt         | 34   |
| 1987/1988 | Hugo Sánchez        | Real Madryt         | 29   |
| 1988/1989 | Baltazar            | Atlético Madryt     | 35   |
| 1989/1990 | Hugo Sánchez        | Real Madryt         | 38   |
| 1990/1991 | Emilio Butragueño   | Real Madryt         | 19   |
| 1991/1992 | Manolo Sánchez      | Atlético Madryt     | 27   |
| 1992/1993 | Bebeto              | Deportivo La Coruña | 29   |
| 1993/1994 | Romário             | FC Barcelona        | 30   |
| 1994/1995 | Iván Zamorano       | Real Madryt         | 27   |
| 1995/1996 | Juan Antonio Pizzi  | CD Tenerife         | 31   |
| 1996/1997 | Ronaldo             | FC Barcelona        | 34   |
| 1997/1998 | Christian Vieri     | Atlético Madryt     | 24   |
| 1998/1999 | Raúl                | Real Madryt         | 25   |
| 1999/2000 | Salva Ballesta      | Racing Santander    | 25   |
| 2000/2001 | Raúl                | Real Madryt         | 24   |
| 2001/2002 | Diego Tristán       | Deportivo La Coruña | 21   |
| 2002/2003 | Roy Makaay          | Deportivo La Coruña | 29   |
| 2003/2004 | Ronaldo             | Real Madryt         | 24   |
| 2004/2005 | Diego Forlán        | Villarreal CF       | 25   |
| 2005/2006 | Samuel Eto'o        | FC Barcelona        | 26   |
| 2006/2007 | Ruud van Nistelrooy | Real Madryt         | 25   |
| 2007/2008 | Daniel Güiza        | RCD Mallorca        | 27   |
| 2008/2009 | Diego Forlán        | Atlético Madryt     | 32   |
| 2009/2010 | Lionel Messi        | FC Barcelona        | 34   |
| 2010/2011 | Cristiano Ronaldo   | Real Madryt         | 40   |
| 2011/2012 | Lionel Messi        | FC Barcelona        | 50   |
| 2012/2013 | Lionel Messi        | FC Barcelona        | 46   |
| 2013/2014 | Cristiano Ronaldo   | Real Madryt         | 31   |
| 2014/2015 | Cristiano Ronaldo   | Real Madryt         | 48   |
| 2015/2016 | Luis Suárez         | FC Barcelona        | 40   |
| 2016/2017 | Lionel Messi        | FC Barcelona        | 37   |
| 2017/2018 | Lionel Messi        | FC Barcelona        | 34   |
| 2018/2019 | Lionel Messi        | FC Barcelona        | 36   |
| 2019/2020 | Lionel Messi        | FC Barcelona        | 25   |
| 2020/2021 | Lionel Messi        | FC Barcelona        | 30   |
| 2021/2022 | Karim Benzema       | Real Madryt         | 27   |
| 2022/2023 | Robert Lewandowski  | FC Barcelona        | 23   |
| 2023/2024 | Artem Dowbyk        | Girona FC           | 24   |
| 2024/2025 | Kylian Mbappé       | Real Madryt         | 31   |

## Najwięcej trofeów

### Zawodnicy
| Piłkarz             | Liczba |
| ------------------- | ------ |
| Lionel Messi        | 8      |
| Zarra               | 6      |
| Alfredo Di Stéfano  | 5      |
| Quini               | 5      |
| Hugo Sánchez        | 5      |
| Ferenc Puskás       | 4      |
| Cristiano Ronaldo   | 3      |
| José Eulogio Gárate | 3      |
| Isidro Lángara      | 3      |
| Amancio             | 2      |
| Guillermo Gorostiza | 2      |
| Mario Kempes        | 2      |
| Mundo               | 2      |
| Pahiño              | 2      |
| Raúl                | 2      |
| Ronaldo             | 2      |
| Diego Forlán        | 2      |

### Kluby
| Lp. | Klub                | Liczba | Sezony |
| --- | ------------------- | ------ | --- |
| 1.  | Real Madryt         | 29     | 1932/33, 1951/52, 1953/54, 1955/56, 1956/57, 1957/58*, 1958/59, 1959/60, 1960/61, 1962/63, 1963/64, 1968/69*, 1969/70*, 1983/84*, 1985/86, 1986/87, 1987/88, 1989/90, 1990/91, 1994/95, 1998/99, 2000/01, 2003/04, 2006/07, 2010/11, 2013/14, 2014/15, 2021/22, 2024/2025 |
| 2.  | FC Barcelona        | 20     | 1942/43, 1948/49, 1964/65, 1970/71*, 1978/79, 1980/81, 1981/82, 1993/94, 1996/97, 2005/06, 2009/10, 2011/12, 2012/13, 2015/16, 2016/17, 2017/18, 2018/19, 2019/20, 2020/21, 2022/23                                                                                       |
| 3.  | Athletic Bilbao     | 12     | 1929/30, 1930/31, 1931/32, 1939/40, 1944/45, 1945/46, 1946/47, 1949/50, 1950/51, 1952/53, 1967/68, 1974/75 |
| 4.  | Atlético Madryt     | 9      | 1940/41, 1968/69*, 1969/70*, 1970/71*, 1984/85, 1988/89, 1991/92, 1997/98, 2008/09 |
| 5.  | Valencia CF         | 6      | 1941/42, 1943/44, 1957/58*, 1966/67, 1976/77, 1977/78 |
| 6.  | Real Oviedo         | 4      | 1933/34, 1934/35, 1935/36, 1972/73 |
| 7.  | Sporting Gijón      | 3      | 1973/74, 1975/76, 1979/80 |
| 8.  | Deportivo La Coruña | 3      | 1992/93, 2001/02, 2002/03 |
| 9.  | Real Valladolid     | 2      | 1957/58*, 1983/84* |
| 10. | Real Sociedad       | 1      | 1928/29 |
| 11. | Celta Vigo          | 1      | 1947/48 |
| 12. | Sevilla FC          | 1      | 1954/55 |
| 13. | Real Saragossa      | 1      | 1961/62 |
| 14. | Elche CF            | 1      | 1965/66 |
| 15. | Granada CF          | 1      | 1971/72 |
| 16. | Real Betis          | 1      | 1982/83 |
| 17. | CD Tenerife         | 1      | 1995/96 |
| 18. | Racing Santander    | 1      | 1999/00 |
| 19. | Villarreal CF       | 1      | 2004/05 |
| 20. | RCD Mallorca        | 1      | 2007/08 |
| 21. | Girona FC           | 1      | 2023/24 |

* – trofeum przypadło co najmniej dwóm piłkarzom w danym sezonie.